# بازی مرکب (فصل ۱)
فصل اول مجموعه تلویزیونی دلهره‌آور و ویران‌شهری محصول کره جنوبی، بازی مرکب توسط هوانگ دونگ هیوک ساخته شد. این مجموعه در ۱۷ سپتامبر ۲۰۲۱ از نتفلیکس منتشر شد. بازیگران این فصل لی جونگ جه، پارک هه سو، وی ها جون، هویون جونگ، او یونگ سو، هو سونگ ته، انوپام تریپاتی و کیم جو ریونگ بودند. داستان این مجموعه حول محور یک رقابت پنهانی با ۴۵۶ بازیکن می‌چرخد که که همگی در تنگنای اقتصادی شدیدی هستند و برای عبور از یک سری بازی‌های کودکانهٔ مرگبار با یک جایزه ۴۵٫۶ میلیارد وونی، زندگی خود را به خطر می‌اندازند.
این فصل به صورت جهانی در ۱۷ سپتامبر ۲۰۲۱ منتشر شد و توجه جهانی و منتقدان را به خود جلب کرد. این فصل به پربیننده‌ترین مجموعه نتفلیکس در میان ۹۴ کشور رسید و در چهار هفتهٔ نخست انتشار به ۱٫۶۵ میلیارد بازدید رسید و رکورد بریجرتون را شکست. این فصل جوایز گوناگونی از جمله جایزه گلدن گلوب برای او یونگ سو و جایزه انجمن بازیگران فیلم برای لی جونگ جه و هویون جونگ به ارمغان آورد و این سه نفر نخستین بازیگران کره‌ای بودند که در این مراسم‌ها برندهٔ جایزه شدند. این فصل همچنین ۱۴ جایزه در جوایز امی ساعات پربیننده از جمله جایزه مجموعه درام برجسته و جایزه بهترین بازیگر نقش اول مرد در مجموعه تلویزیونی درام برای لی جونگ جه دریافت کرد.

## قسمت‌ها
| شم. کلی | شم. در فصل | عنوان                                                                                            | کارگردان        | نویسنده         | تاریخ انتشار اصلی |
| --- | ---------- | ------------------------------------------------------------------------------------------------ | --------------- | --------------- | ----------------- |
| ۱ | ۱          | «چراغ قرمز، چراغ سبز» Transcription: "Mugunghwa Kkoch-i Pideon Nal" (کره‌ای: 무궁화 꽃이 피던 날) | هوانگ دونگ هیوک | هوانگ دونگ هیوک | ۱۷ سپتامبر ۲۰۲۱   |
| سونگ گی هون در وضعیت بد مالی به سر می‌برد، بدهی‌های زیادی به نزول‌خوارها دارد و رابطه‌اش با دختر و همسر سابقش خراب شده است. در ایستگاه مترو، مردی با لباس شیک او را به بازی داکجی برای پول دعوت می‌کند و فرصتی برای شرکت در بازی‌های پرریسک‌تر به او پیشنهاد می‌دهد. گی هون قبول می‌کند، دارویی مصرف می‌کند و وقتی بیدار می‌شود، در یک خوابگاه همراه با ۴۵۵ نفر دیگر است که همهٔ آن‌ها تنها با شماره‌هایی روی لباس‌های سبز خود شناخته می‌شوند. گروهی از نگهبانان نقاب‌دار با لباس‌های صورتی وارد می‌شوند و توضیح می‌دهند که این بازیکنان، که همه در وضعیت مالی بحرانی هستند، با برنده شدن در شش بازی طی شش روز، می‌توانند میلیاردها وون جایزه ببرند. بازی‌ها تحت نظر فرانت من انجام می‌شوند، فردی که نقاب دارد و لباس سیاه پوشیده است. گی هون با بازیکن ۰۰۱، مردی مسن که از تومور مغزی رنج می‌برد، دوست می‌شود و دو بازیکن دیگر را نیز می‌شناسد: چو سانگ وو، همکلاسی دوران کودکی که حالا یک دلال سرمایه‌گذاری شده است و بازیکن ۰۶۷، جیب‌بری که قبلاً از او سرقت کرده بود. اولین بازی چراغ قرمز چراغ سبز است که در آن هر کسی که در حال حرکت دیده شود، بلافاصله کشته می‌شود و این خشونت و ذات سادیستی بازی‌ها را آشکار می‌کند. نیمی از بازیکنان پس از درک این موضوع وحشت کرده و سعی در فرار می‌کنند که این قضیه بازی را به یک کشتار تبدیل می‌کند. با کمک سانگ وو و بازیکن ۱۹۹، گی هون بازی را زنده به پایان می‌رساند. بازی: داکجی، چراغ قرمز چراغ سبز |            |                                                                                                  |                 |                 |                   |
| ۲ | ۲          | «جهنم» Transcription: "Jiok" (کره‌ای: 지옥)                                                       | هوانگ دونگ هیوک | هوانگ دونگ هیوک | ۱۷ سپتامبر ۲۰۲۱   |
| با کشته شدن بیش از نیمی از بازیکنان در بازی اول، بسیاری از بازماندگان درخواست می‌کنند که آزاد شوند. آن‌ها با استفاده از بند سوم بازی، به سختی و با فاصلهٔ کم رأی دادند تا بازی‌ها تمام شوند و به خانه برگردند، هرچند بدون هیچ‌گونه پول جایزه‌ای. در سئول، گی هون تلاش می‌کند تا بازی‌ها را به پلیس گزارش کند، اما تنها بازپرس هوانگ جون هو، که برادرش پس از دریافت دعوت‌نامهٔ مشابهی ناپدید شده، به او باور دارد. بازیکنان دوباره به شرکت در بازی دعوت می‌شوند و بسیاری از روی ناچاری برمی‌گردند. در میان آن‌ها، گی هون است که مادرش به عمل جراحی نیاز دارد؛ سانگ وو که با اتهام کلاهبرداری مالی روبه‌روست؛ بازیکن ۰۰۱ که نمی‌خواهد در دنیای بیرون بمیرد؛ بازیکن ۰۶۷ که می‌خواهد والدینش را از کره شمالی خارج کند و برادرش چول را از یتیم‌خانه بیرون بیاورد؛ بازیکن ۱۹۹، یک کارگر مهاجر پاکستانی که به دلیل عدم پرداخت دستمزدش به رئیسش حمله کرده بود؛ و بازیکن ۱۰۱، جانگ دوک سو، یک گانگستر که از بدهی‌های قمار و رئیس‌های سابقش فرار می‌کند. جون هو به‌طور مخفیانه گی هون را دنبال می‌کند تا وقتی که نگهبان‌ها او را سوار می‌کنند. |            |                                                                                                  |                 |                 |                   |
| ۳ | ۳          | «مردی با چتر» Transcription: "Usan-eul Sseun Namja" (کره‌ای: 우산을 쓴 남자)                      | هوانگ دونگ هیوک | هوانگ دونگ هیوک | ۱۷ سپتامبر ۲۰۲۱   |
| جون هو با موفقیت به بازی‌ها نفوذ می‌کند و خود را به عنوان یک کارگر نقاب‌دار جا می‌زند. مشخص می‌شود که بازی‌ها در یک جزیره دورافتاده برگزار می‌شود. حالا که بازیکنان آگاه‌تر و آماده‌تر شده‌اند، شروع به تشکیل اتحاد می‌کنند. گی هون، سانگ وو، بازیکن ۰۰۱ و بازیکن ۱۹۹ با هم تیم می‌شوند. بازیکن ۰۶۷ وارد یک دریچه هوا می‌شود و شاهد ذوب شدن دیگ‌های شکر توسط کارگران است. بازی دوم، دالگونا، از هر بازیکن می‌خواهد که شکلی حک‌شده را از یک دالگونا تحت محدودیت زمان ۱۰ دقیقه‌ای بیرون بیاورد. سانگ وو از کشف بازیکن ۰۶۷ مطلع می‌شود و بازی را از قبل شناسایی می‌کند، اما به هم‌تیمی‌هایش هشدار نمی‌دهد و آسان‌ترین شکل را برای خود انتخاب می‌کند. گی هون بدون اینکه بداند، سخت‌ترین شکل یعنی چتر را انتخاب می‌کند، اما در نهایت با لیسیدن پشت دالگونا آن را ذوب کرده و موفق می‌شود. بازیکن ۲۱۲، زن پرسروصدا و سوءاستفاده‌گر، به دوک سو کمک می‌کند تا بازی را با یک فندک قاچاقی تمام کند. یک بازیکن که قرار است اعدام شود، یکی از نگهبان‌ها را به گروگان می‌گیرد و مجبورش می‌کند که ماسکش را بردارد. وقتی متوجه می‌شود که نگهبان یک مرد جوان است، به خود شلیک می‌کند؛ فرانت من نگهبان را به خاطر افشای هویتش اعدام می‌کند. بازی: دالگونا |            |                                                                                                  |                 |                 |                   |
| ۴ | ۴          | «به تیم وفادار باش» Transcription: "Jjollyeodo Pyeonmeokgi" (کره‌ای: 쫄려도 편먹기)               | هوانگ دونگ هیوک | هوانگ دونگ هیوک | ۱۷ سپتامبر ۲۰۲۱   |
| بازیکن ۱۱۱، که یک پزشک بدنام است، به‌طور مخفیانه با گروهی از نگهبانان همکاری می‌کند تا اعضای بدن بازیکنان فوت‌شده را برداشت کرده تا در بازار سیاه به فروش بروند و در ازای آن اطلاعاتی دربارهٔ بازی‌های آینده به دست آورد. زمانی که دوک سو بازیکنی که او را به گرفتن غذای اضافی متهم کرده می‌کشد، نگهبانان هیچ اقدامی نمی‌کنند و جایزه افزایش می‌یابد. آنها متوجه می‌شوند که می‌توانند آزادانه دیگر بازیکنان را برای افزایش جایزه بکشند، بنابراین دوک سو و گروهش پس از خاموشی چراغ‌ها درگیری‌ای به راه می‌اندازند که منجر به حملهٔ بازیکنان به یکدیگر می‌شود. گروه گی هون جان سالم به در می‌برد و برای ایجاد اعتماد، نام‌های خود را با یکدیگر به اشتراک می‌گذارند: بازیکن ۱۹۹ علی عبدل است و بازیکن ۰۶۷ کانگ سه بیوک. بازیکن ۰۰۱ به دلیل تومور مغزی، در به یاد آوردن نامش مشکل دارد. ب در بازی سوم، از بازیکنان خواسته می‌شود که گروه‌های ده نفره تشکیل دهند. برای تیم گی هون، سه بیوک بازیکن ۲۴۰ که دختری همسن و سال خودش است را جذب می‌کند. معلوم می‌شود که این بازی، طناب‌کشی است روی دو سکوی بلند، که در آن یک تیم با کشیدن تیم مقابل از روی سکو و فرستادن آنها به کام مرگ، برنده می‌شود. دوک سو که در مورد بازی از بازیکن ۱۱۱ مطلع شده، تنها مردان قوی را انتخاب کرده و می نیو را رد می‌کند، که به تیم گی هون می‌پیوندد. پس از این که تیم دوک سو به راحتی بازی خود را می‌برد، تیم گی هون در برابر یک تیم تماماً مردانه با مشکلاتی مواجه می‌شود. بازی: طناب‌کشی |            |                                                                                                  |                 |                 |                   |
| ۵ | ۵          | «جهانی عادلانه» Transcription: "Pyeongdeung-han Sesang" (کره‌ای: 평등한 세상)                     | هوانگ دونگ هیوک | هوانگ دونگ هیوک | ۱۷ سپتامبر ۲۰۲۱   |
| تیم گی هون در مسابقه طناب‌کشی با کمک استراتژی بازیکن ۰۰۱ و فکر سریع سانگ وو پیروز می‌شود. آنها پیش‌بینی می‌کنند که ممکن است شورش دیگری رخ دهد، بنابراین یک سد دفاعی می‌سازند و شب‌ها نوبتی نگهبانی می‌دهند، اگرچه تیم دوک سو حمله نمی‌کند. گی هون به گذشته‌اش فکر می‌کند، زمانی که او و دیگر کارگران یک کارخانهٔ خودرو علیه اخراج‌های جمعی اعتراض کردند، که به سقوط زندگی‌اش انجامید. بازیکن ۲۴۰ تلاش می‌کند تا با سه بیوک دوست شود، اما او همچنان فاصله می‌گیرد. در همین حین، جون هو قاچاق اعضای بدن را می‌بیند و متوجه می‌شود که نگهبانی که هویت او را به عهده گرفته بود، در این کار دست داشته است. بازیکن ۱۱۱ زمانی که به او دربارهٔ بازی بعدی اطلاعات نمی‌دهند، علیه قاچاقچی‌ها شورش می‌کند و همهٔ افراد دخیل از جمله خود بازیکن ۱۱۱، به جز جون هو، کشته می‌شوند. فرانت من دستور می‌دهد که جون هو تعقیب شود و او وارد دفترش می‌شود. در آنجا، جون هو متوجه می‌شود که این بازی‌ها بیش از ۳۰ سال است که برگزار می‌شوند و برادر بزرگترش، هوانگ این هو، برندهٔ نسخه ۲۰۱۵ بوده است. بازی: طناب‌کشی |            |                                                                                                  |                 |                 |                   |
| ۶ | ۶          | «گانبو» Transcription: "Kkanbu" (کره‌ای: 깐부)                                                    | هوانگ دونگ هیوک | هوانگ دونگ هیوک | ۱۷ سپتامبر ۲۰۲۱   |
| جسدهای بازیکن ۱۱۱ و همدستانش که به خاطر تقلب اعدام شده بودند، به بازیکنان نشان داده می‌شود و به آنها اطمینان داده می‌شود که بازی‌ها به گونه‌ای طراحی شده‌اند که شانس برابر برای همه فراهم باشد. در بازی چهارم، بازیکنان باید با یکدیگر جفت شوند، اما خیلی زود متوجه می‌شوند که باید در بازی‌ای با تیله‌ها علیه شریک خود رقابت کنند. هدف این است که تمام مهره‌های شریک را در ۳۰ دقیقه جمع کنند تا زنده بمانند. سه بیوک و جی یونگ (بازیکن ۲۴۰) از داستان زندگی‌شان برای یکدیگر می‌گویند. جی یونگ می‌فهمد که سه بیوک به خاطر خانواده‌اش بیشتر برای زندگی کردن انگیزه دارد و برای نجات او جان خود را فدا می‌کند. سانگ وو، علی را فریب می‌دهد تا تیله‌هایش را بدهد و برنده می‌شود. دوک سو در مقابل شریک و سرسپرده‌اش، بازیکن ۲۷۸، پیروز می‌شود. گی هون از بیماری زوال عقل بازیکن ۰۰۱ استفاده می‌کند تا برنده شود، ولی بعداً متوجه می‌شود که پیرمرد، اوه ایل نام، از همان ابتدا از فریبکاری آگاه بوده است. اوه ایل نام که گی هون را به عنوان گانبو (دوست مورد اعتماد) خود می‌بیند، به او اجازه می‌دهد برنده شود. گی هون و سه بیوک از مرگ دوستانشان به شدت ناراحت و حیرت‌زده می‌شوند. بازی: تیله |            |                                                                                                  |                 |                 |                   |
| ۷ | ۷          | «وی‌آی‌پی‌ها»                                                                                       | هوانگ دونگ هیوک | هوانگ دونگ هیوک | ۱۷ سپتامبر ۲۰۲۱   |
| بازیکنان به بازی برمی‌گردند و می‌بینند که می نیو، که شریک نداشت و در بازی تیله‌ها از آن‌ها جدا شده بود، هنوز زنده است و به او اجازه داده شده که به بازی بعدی وارد شود. وی‌آی‌پی‌های خارجی که از راه دور روی بازی‌ها شرط‌بندی کرده بودند، وارد جزیره می‌شوند تا بازی‌ها را از نزدیک تماشا کرده و روی دورهای باقی‌مانده شرط ببندند. جون هو که خودش را به عنوان یکی از خدمتکاران نقاب‌دار مخفی کرده، از سوی یکی از وی‌آی‌پی‌ها پیشنهادی دریافت می‌کند. در یک اتاق خصوصی، او به وی‌آی‌پی حمله کرده و اعترافات او را ضبط می‌کند و قبل از فرار از جزیره، او را رها می‌کند. در بازی پنجم، بازیکنان باید از پلی با دو پانل عبور کنند که بعضی از آن‌ها از شیشه معمولی و بعضی از شیشه سکوریت ساخته شده‌اند. تنها پانل‌های شیشه سکوریت قادر به تحمل وزن آن‌ها هستند. بازیکنانی که در جلوی صف هستند، هنگام عبور از پانل‌ها سقوط می‌کنند. دوک سو که از حرکت ایستاده و زمان در حال تمام شدن است، از دیگران می‌خواهد که پانل‌ها را پیش از او امتحان کنند. می نیو برای انتقام، خود را فدا می‌کند و با کشیدن او به پایین، هر دو سقوط می‌کنند و می‌میرند. بازیکن ۰۱۷ که کارگر ماهر شیشه‌گر است، پانل‌های ایمن را شناسایی می‌کند، اما وقتی فرانت من برق را قطع می‌کند، این مزیت از بین می‌رود. با تمام شدن زمان، سانگ وو بازیکن ۰۱۷ را از پشت به قتل می‌رساند تا آخرین پانل شیشه معمولی را آشکار کند. در نهایت، تنها گی هون، سانگ وو و سه بیوک موفق به عبور از بازی می‌شوند، اما انفجارها باقی‌ماندهٔ پانل‌ها را می‌شکنند و این سه بازیکن را زخمی می‌کنند. بازی: سنگ‌راهه |            |                                                                                                  |                 |                 |                   |
| ۸ | ۸          | «فرانت من» Transcription: "Peuronteumaen" (کره‌ای: 프론트맨)                                      | هوانگ دونگ هیوک | هوانگ دونگ هیوک | ۱۷ سپتامبر ۲۰۲۱   |
| گی هون، سانگ وو و سه بیوک به عنوان فینالیست‌ها لباس‌های رسمی دریافت می‌کنند. سه بیوک، زخم عمیق ناشی از انفجار پل شیشه‌ای را پنهان کرده است. بعد از شام، هر بازیکن یک چاقوی استیک دریافت می‌کند. گی هون متوجه می‌شود که سانگ وو برای پیروزی حاضر است هر کاری انجام دهد، بنابراین به سه بیوک پیشنهاد اتحاد می‌دهد تا مقابل او بایستند. با این حال سه بیوک به جای آن از گی هون می‌خواهد که قول بدهد برنده از عزیزان طرف مقابل مراقبت خواهد کرد. گی هون تصمیم می‌گیرد در حالی که سانگ وو خواب است او را بکشد، اما سه بیوک مانعش می‌شود و می‌گوید که او قاتل نیست. زخم سه بیوک بدتر می‌شود و گی هون مجبور می‌شود برای کمک درخواست کند. در غیاب گی هون، سانگ وو، سه بیوک را می‌کشد و نگهبانان فقط برای بردن جسدش می‌آیند. گی هون از شدت عصبانیت و دل‌شکستگی می‌خواهد به سانگ وو حمله کند، اما توسط نگهبانان متوقف می‌شود. در همین حال، جون هو به جزیرهٔ دیگری می‌رسد اما خیلی زود توسط فرانت من و نگهبانان پیدا می‌شود. به شدت متعجب می‌شود وقتی متوجه می‌شود فرانت من همان برادرش، این هو است و سعی می‌کند او را به تیم خودش جذب کند. وقتی جون هو مخالفت می‌کند، این هو به شانه‌اش شلیک می‌کند و باعث می‌شود او از روی صخره به دریا سقوط کند. |            |                                                                                                  |                 |                 |                   |
| ۹ | ۹          | «یک روز خوش‌شانس» Transcription: "Unsu Joeun Nal" (کره‌ای: 운수 좋은 날)                           | هوانگ دونگ هیوک | هوانگ دونگ هیوک | ۱۷ سپتامبر ۲۰۲۱   |
| در بازی نهایی به نام ماهی مرکب، گی هون پس از مبارزه‌ای شدید، سانگ وو را شکست می‌دهد، اما از کشتن او خودداری می‌کند؛ او از سانگ وو خواهش می‌کند که با استفاده از بند سوم، بازی را متوقف کند. اما به جای این، سانگ وو خود را با چاقو می‌زند و قبل از اینکه بمیرد، از سانگ وو می‌خواهد که از مادرش مراقبت کند. گی هون با یک کارت بانکی که برای دسترسی به پول جایزه به او داده شده به سئول بازگردانده می‌شود، اما متوجه می‌شود که مادرش فوت کرده است. یک سال بعد، گی هون هنوز تحت تأثیر تروما قرار دارد و به دلیل احساس گناه، از پول جایزه استفاده نمی‌کند. او دعوت‌نامه‌ای از گانبوی خود دریافت می‌کند و ایل نام را در بستر مرگ می‌یابد. ایل نام فاش می‌کند که او بازی را برای سرگرم کردن افراد ثروتمند و خسته مانند خودش ساخته است، بازی‌هایی از دوران کودکی را انتخاب کرده و اعتراف می‌کند که به دلیل دلتنگی برای گذشته، در گروه گی هون شرکت کرده است. در حین صحبت، ایل نام با گی هون شرط می‌بندد که آیا به مرد بیهوش در خیابان قبل از نیمه شب کمک می‌شود یا نه. به مرد بیهوش به موقع کمک می‌شود و ایل نام کمی بعد می‌میرد. گی هون برادر سه بیوک را پیدا می‌کند و ترتیبی می‌دهد که مادر سانگ وو از او مراقبت کند، پس از آنکه بخشی از پول جایزه را به آنها می‌دهد. گی هون در راه فرودگاه برای دیدار با دخترش در لس آنجلس، همان جذب‌کنندهٔ بازی را می‌بیند که در حال بازی داکجی با یک بازیکن جدید است و موفق می‌شود کارت دعوت آن بازیکن را بگیرد. قبل از سوار شدن به هواپیما، گی هون شمارهٔ روی کارت را می‌گیرد و می‌پرسد که چه کسی مسئول این بازی‌ها است. فرانت من جواب می‌دهد و از گی هون می‌خواهد که سوار پروازش شود، اما گی هون تماس را قطع کرده و به ترمینال بازمی‌گردد. بازی: ماهی مرکب |            |                                                                                                  |                 |                 |                   |

## بازیگران و شخصیت‌ها

### بازیگران اصلی
اعداد داخل پرانتز شماره بازیکن اختصاصی هر شخصیت در دنیای بازی مرکب را نشان می‌دهند.
- لی جونگ جه در نقش سونگ گی هون (۴۵۶)[۳]
- پارک هه سو در نقش چو سانگ وو (۲۱۸[پ])[۳]
- لی بیونگ هون در نقش هوانگ این هو / فرانت‌من[۵]
- او یونگ سو در نقش اوه ایل نام (۰۰۱)[۶]
- هویون جونگ در نقش کانگ سه بیوک (۰۶۷)[۷][۸]
- هو سونگ ته در نقش جانگ دوک سو (۱۰۱)[۹]
- کیم جو ریونگ در نقش هان می نیو (۲۱۲)[۱۰]
- انوپام تریپاتی در نقش علی عبدل (۱۹۹)[۶]
- یو سونگ جو در نقش بیونگ گی (۱۱۱)[۱۱]
- لی یو می در نقش جی یونگ (۲۴۰)[۱۲]

### بازیگران دوره‌ای
- وی ها جون در نقش هوانگ جون هو[۱۳]
- کیم شی هیون در نقش بازیکن ۲۴۴
- لی سانگ هی در نقش دو جونگ سو (۰۱۷)[۱۴]
- کیم بیونگ چول در نقش نگهیان مربع
- کیم یون ته در نقش بازیکن ۰۶۹، شوهر بازیکن ۰۷۰
- لی جی ها در نقش بازیکن ۰۷۰، زن بازیکن ۰۶۹[۱۵]
- کواک جا هیونگ در نقش بازیکن ۲۷۸
- کریستین لاگاهیت در نقش بازیکن ۲۷۶[۱۶][۱۷]
- کیم یونگ اوک در نقش اوه مال سون[۱۸]
- چو آه این در نقش سونگ گا یونگ
- کانگ مال گوم در نقش کانگ اون جی[۱۸]
- پارک هه جین در نقش مادر سانگ وو
- پارک شی وان در نقش کانگ چول

### بازیگران مهمان
- گونگ یو در نقش فروشنده‌ای که شرکت‌کنندگان را برای این بازی جذب می‌کند[۱۹]
- کیم پوپ ره در نقش یک نزول‌خوار
- لی جونگ جون در نقش نگهبان[۲۰]
- جان دی مایکلز در نقش وی‌آی‌پی شماره ۱[۲۱]
- دنیل سی کندی در نقش وی‌آی‌پی شماره ۲[۲۱]
- دیوید لی در نقش وی‌آی‌پی شماره ۳[۲۲]
- جفری جولیانو در نقش وی‌آی‌پی شماره ۴[۲۱]
- استفان موت در نقش وی‌آی‌پی شماره ۵[۲۲]
- مایکل دیویس در نقش وی‌آی‌پی شماره ۶[۲۲]
- لی سو هوان در نقش پارک جونگ به